# بحيرة بوسومتوي
بحيرة بوسومتوي هي البحيرة الطبيعية الوحيدة في غانا. تقع داخل حفرة أثرية قديمة يبلغ 10.5 كيلومتر (6.5 ميل) حوالي 10.5 كيلومتر (6.5 ميل) في القطر. إنها حوالي 30 كـم (19 ميل) جنوب شرق كوماسي عاصمة أشانتي وهي منطقة ترفيهية شعبية. هناك حوالي 30 قرية بالقرب من بحيرة فوهة البركان بحيرة بوسومتوي، ويبلغ عدد سكانها مجتمعة حوالي 70,000 شخص من أشانتي. الأكثر شعبية بين القرى التي يستقر فيها السياح عادة هي أبونو.
يعتبر أشانتي بوسومتوي بحيرة مقدسة. وفقًا للمعتقدات التقليدية، تأتي أرواح الموتى هنا لتوديع الإلهة أساسي يا. وبسبب هذا، لا يجوز الصيد في البحيرة إلا من الألواح الخشبية.

## فوهة البركان
تبلغ مساحة فوهة البركان بحيرة بوسومتوي 10.5 كيلومتر (6.5 ميل) ، أكبر بقليل من البحيرة الحالية التي تبلغ حوالي 8 كيلومتر (5.0 ميل) عبر، ويقدر عمره 1.07 مليون سنة (العصر البليستوسيني). هناك نظرية مضادة للغاية تربط هذا الحدث بانعكاس جاراميلو الجيومغناطيسي الأرضي على المدى القصير.
عمق الحفرة حوالي 380 متر (1,250 قدم) ، ولكن، إذا تم حسابها مع عمق رواسب البحيرة - 750 متر (2,460 قدم) .
وقد تآكلت الحفرة جزئيًا، وتقع في الغابات المطيرة الكثيفة، مما يجعل من الصعب دراسة وتأكيد أصلها من خلال تأثير النيزك. ميزات الصدمة مثل مخاريط تتحطم إلى حد كبير من النباتات أو مغطاة بالبحيرة. ومع ذلك، فإن حفر الرفع المركزي للحفرة تحت قاع البحيرة قد وفر مؤخرًا وفرة من المواد المذهلة للدراسة العلمية. تم العثور على تكتيت، التي يعتقد أنها من هذا التأثير، في دولة ساحل العاج المجاورة، وقد تم العثور على الميكروتكيت ذات الصلة في رواسب أعماق البحار غرب القارة الأفريقية.
يؤكد عمل قائم على دراسة إحصائية للمحاكاة المدارية العددية السابقة لحدث الارتطام  أن الأصل المحتمل للمصدم هو كويكب قادم من الحزام الرئيسي الأوسط عند ميل مرتفع (> 17 درجة).

## تاريخ المناخ
قبل اصطدام الكويكب، كانت المنطقة غابة مطيرة مليئة بالحيوانات. بعد الصدمة، امتلأت الحفرة الناتجة بالماء الذي شكل بحيرة بوسومتوي.
ملأت فترات هطول الأمطار الغزيرة الحفرة بالمياه، مما تسبب في ارتفاع مستوى البحيرة فوق أدنى النقاط في الحافة. وتتجلى هذه الفترات من حفريات الأسماك الموجودة على قمم التلال. تدفق المياه حتى من الحوض من خلال قناة الفائض. ومع ذلك، كانت هناك أوقات أيضًا عندما كان مستوى المياه منخفضًا جدًا لدرجة أن الغابات المطيرة دخلت الحوض مما يجعل البحيرة مجرد بركة صغيرة. مثل هذه الفترة، وفقا للأسطورة والتي أثبتت الآن من خلال سجلات المناخ القديم، استمرت حتى حوالي 300 عام.

## التاريخ البشري
وتقول الأساطير أن في عام 1648 على أشانتي صياد يدعى أكورا بومبي من مدينة آسامان كان يطارد أحد الظباء المصابة من خلال الغابات المطيرة. فجأة، اختفى الحيوان في بركة صغيرة. كان الأمر كما لو أن هذه المياه أرادت إنقاذ حياة الحيوان. لم يحصل الصياد أبداً على الظباء، على الرغم من أنه استقر بالقرب من الماء وبدأ في صيد الأسماك. سمى هذا المكان «بوسومتوي»، بمعنى «إله الظباء». تشير هذه القصة إلى أنه في ذلك الوقت كان مستوى البحيرة منخفضًا جدًا. والأشجار الميتة الكبيرة التي تقف قبالة الشاطئ في البحيرة تدل على ذلك أيضًا، لأنها تزيد عن 300 عام.
شهدت القرون التالية عدة حروب حول البحيرة حيث اشتبك كل من أشانتي وأكيم، كل منهما يدعي المنطقة. ساد أشانتي. تحتوي كل قرية في منطقة البحيرة على مزار خاص بها أو بستان صنم. مع وصول المسيحية، تخلى بعض الناس عن معتقداتهم السابقة، على الرغم من أن الكثيرين يواصلون التماس المساعدة التقليدية في الأوقات العصيبة أو ضد الأمراض.
يعتبر حجر أبرودوم المركز الروحي للبحيرة. هنا، عندما يكون هناك مثل هذا الصيد السيئ يعتبر فألًا سيئًا، يضحي أهل البحيرة بقرة. يتم الاحتفال بهذا العمل بحضور جلالة الملك أشانتي، Asantehene نفسه. في الحفل، يتم إعطاء أحشاء البقرة للحجر ويتم إلقاء الباقي في البحيرة. يندفع الحشد إلى الماء بفتحات ومحاور ليأخذوا نصيبهم من اللحم. هذا حدث يستحق المشاهدة. ومع ذلك، نظرًا لأن هذا الفأل يعتمد على عوامل مختلفة، فمن الصعب التنبؤ بها.
هناك تحريم تقليدي ضد لمس الماء بالحديد والقوارب الحديثة لا تعتبر مناسبة. البادوا، لوح خشبي يتطلب مهارة كبيرة للمناورة، هي الطريقة الشرعية. من المحرمات الأخرى مثل عدم الغسيل أو الاستحمام أو رمي النفايات السائلة في البحيرة التي تم رصدها بدقة في السابق، ساعدت في الحفاظ على نقاء وصحة البحيرة. لسوء الحظ، لا يلاحظ السكان أو الزوار هذه المحرمات بسبب ضعف تنفيذها من قبل مجلس أبونو التقليدي.
هناك مخاوف بيئية حالية، بما في ذلك الصيد الجائر وأساليب الزراعة غير الكافية. أدى تزايد عدد السكان إلى زيادة الطلب على الأسماك. أدى الصيد المفرط إلى تناقص الصيد بشكل مطرد، مما أجبر على زيادة الاعتماد على الزراعة. نظرًا لتحويل المزيد والمزيد من التلال إلى أراضٍ زراعية، مما يعرض السطح لمياه الأمطار الغزيرة، يصبح تآكل التربة مشكلة أكبر من أي وقت مضى. بالإضافة إلى تغيير مستوى البحيرة. تم غمر العديد من القرى عدة مرات مما أجبر الناس على الصعود إلى المنحدرات أو خارج الحوض. هذا هو أصل الأسماء المزدوجة مثل Pipie No.1 و Pipie No.2.

البحيرة منطقة منتجع شهيرة مع السكان المحليين للسباحة وصيد الأسماك ورحلات القوارب. تحتوي قرية Amakom الواقعة على ضفاف البحيرة على مستشفى صغير مع طبيب مقيم في مكان العمل، يُسمى عيادة Lake Bosumtwi Methodist Clinic ، ويوفر خدمات الطوارئ عن طريق القوارب وسيارات الإسعاف 4 × 4. 

## روابط خارجية
- خريطة ودليل بحيرة بوسومتوي للسياحة البيئية (ملاحظة: «بوسومتوي» هي التهجئة الصحيحة وفقًا لجامعة كوماسي) نسخة محفوظة 17 يوليو 2015 على موقع واي باك مشين.
- مشروع حفر بحيرة Bosomtwe نسخة محفوظة 18 يونيو 2020 على موقع واي باك مشين.